# Aiuto allo sviluppo
L'aiuto allo sviluppo (anche aiuto estero o assistenza tecnica) è una forma di aiuto fornita da governi ed altre agenzie a sostegno dello sviluppo economico, sociale e politico dei paesi in via di sviluppo.
Si distingue dall'aiuto umanitario poiché punta ad alleviare la povertà nel lungo termine, più che le sofferenze nel breve termine.
Alcuni governi tendono ad includere l'assistenza militare nella nozione di "aiuto estero", benché molte ONG disapprovino tale definizione.

## Tipologie di cooperazione
Il termine "cooperazione allo sviluppo", usato tra gli altri dall'Organizzazione mondiale della sanità (OMS), esprime l'idea che un partenariato internazionale debba esistere tra il donatore e il ricevente, piuttosto della situazione tradizionale in cui la relazione era dominata dalla ricchezza e dalla conoscenza specializzata di una delle due parti.
La maggior parte dell'aiuto allo sviluppo viene dai paesi industrializzati (cooperazione Nord-Sud), ma anche alcuni paesi meno ricchi contribuiscono (cooperazione Sud-Sud).
L'aiuto può essere:
- bilaterale (70%): da un paese ad un altro, direttamente
- multilaterale (30%): dal paese donatore ad organizzazioni internazionali quali la Banca Mondiale o le agenzie delle Nazioni Unite (UNDP, UNICEF, UNAIDS, Programma alimentare mondiale..), che lo ridistribuiscono tra i paesi in via di sviluppo[2]

## Fonti di aiuto
Circa l'80-85% dell'aiuto allo sviluppo viene da fonti governative (aiuto pubblico allo sviluppo). Il restante 15-20% viene da organizzazioni private (ONG), senza contare le rimesse inviate da migranti individuali ai propri familiari nei paesi in via di sviluppo.

## Assistenza ufficiale allo sviluppo
L'Assistenza ufficiale allo sviluppo (Official Development Assistance) è una misura dell'aiuto governativo compilata dal Development Assistance Committee (DAC) dell'OCSE a partire dal 1969. Il DAC si compone dei 22 maggiori paesi donatori.